# ルイス・カルロス・コレイア・ピント
ルイジーニョ（Luisinho）こと、ルイス・カルロス・コレイア・ピント（Luís Carlos Correia Pinto  ,   1985年5月5日 - ）は、ポルトガル・ポルト県ポルト出身の元プロサッカー選手。現役時代のポジションはDF。

## 来歴
2004年にSCヴィラ・レアルのトップチームに昇格し、翌年SCブラガに移籍。以降リオ・アヴェFC、モレイレンセFC、FCパッソス・デ・フェレイラなどプレーした。
2012年5月、SLベンフィカに移籍。しかし2012-13シーズンは5試合の出場で終了。
2013年8月13日、スペインのデポルティーボ・ラ・コルーニャと契約。移籍後左サイドバックに定置し、2014年12月に2018年までの契約に合意。
2017年9月2日のデポルティーボ・アラベス戦で、移籍後初ゴールを記録。10月9日には2020年までの契約に合意。しかし、2017-18シーズンは18位に終わり、セグンダ・ディビシオン降格となった。
2018年7月15日、プリメーラ・ディビシオン初昇格を果たしたSDウエスカに移籍した。
2021年7月3日、レイションイスSCに移籍した。